# Copa Pelé 1990
La Copa Crack de Másters (también conocido como Copa Zico o Copa Pelé 1990) fue la tercera edición de la Copa Mundial de Másters. Se realizó por tercera vez consecutiva en Brasil, siendo esta la última vez que se jugaba en tierras brasileñas. El torneo se realizó en el transcurso de enero de 1990. Las selecciones que participaron fueron Argentina, Brasil, Italia, Países Bajos y Polonia (cinco selecciones en total). Las bases del torneo consistían en un pentagonal de todos contra todos, y al finalizar dicha liguilla los equipos que hubiesen finalizado en el primer y segundo lugar jugarían un partido extra para definir al campeón, mientras que los equipos que hubiesen finalizado en el tercer y cuarto puesto jugarían un partido extra para definir el tercer lugar.
Se otorgaban 2 puntos por partidos ganados, 1 punto por partidos empatados y 0 puntos por partidos perdidos.
Todos los partidos se jugaron en la ciudad brasileña de São Paulo.

## Resultados
São Paulo, 10 de enero de 1990
| Local     | Resultado | Visitante |
| --------- | --------- | --------- |
| Argentina | 5 - 2     | Polonia   |

| Local  | Resultado | Visitante    |
| ------ | --------- | ------------ |
| Brasil | 4 - 1     | Países Bajos |

São Paulo, 13 de enero de 1990
| Local  | Resultado | Visitante    |
| ------ | --------- | ------------ |
| Italia | 1 - 2     | Países Bajos |

São Paulo, 14 de enero de 1990
| Local  | Resultado | Visitante |
| ------ | --------- | --------- |
| Brasil | 0 - 0     | Argentina |

São Paulo, 15 de enero de 1990
| Local  | Resultado | Visitante |
| ------ | --------- | --------- |
| Italia | 0 - 0     | Polonia   |

São Paulo, 17 de enero de 1990
| Local     | Resultado | Visitante    |
| --------- | --------- | ------------ |
| Argentina | 1 - 3     | Países Bajos |

| Local  | Resultado | Visitante |
| ------ | --------- | --------- |
| Brasil | 2 - 1     | Polonia   |

São Paulo, 19 de enero de 1990
| Local     | Resultado | Visitante |
| --------- | --------- | --------- |
| Argentina | 0 - 1     | Italia    |

São Paulo, 20 de enero de 1990
| Local        | Resultado | Visitante |
| ------------ | --------- | --------- |
| Países Bajos | 2 - 4     | Polonia   |

| Local  | Resultado | Visitante |
| ------ | --------- | --------- |
| Brasil | 2 - 1     | Italia    |

## Tabla de posiciones
| Equipo       | Pts | PJ | PG | PE | PP | GF | GC | Dif |
| ------------ | --- | -- | -- | -- | -- | -- | -- | --- |
| Brasil       | 7   | 4  | 3  | 1  | 0  | 8  | 3  | +5  |
| Países Bajos | 4   | 4  | 2  | 0  | 2  | 8  | 10 | –2  |
| Argentina    | 3   | 4  | 1  | 1  | 2  | 6  | 6  | 0   |
| Italia       | 3   | 4  | 1  | 1  | 2  | 4  | 5  | –1  |
| Polonia      | 3   | 4  | 1  | 1  | 2  | 8  | 10 | –2  |

## Tercer lugar
São Paulo, 24 de enero de 1990
| Local     | Resultado | Visitante |
| --------- | --------- | --------- |
| Argentina | 3 - 2     | Italia    |

## Final
São Paulo, 24 de enero de 1990
| Local  | Resultado | Visitante    |
| ------ | --------- | ------------ |
| Brasil | 5 - 0     | Países Bajos |

## Campeón
Campeón
Brasil
2.º título